# Wolfgang Wienand
Wolfgang Wienand (Colonia, 22 febbraio 1972) è uno schermidore tedesco, vincitore di una medaglia di bronzo ai campionati mondiali di scherma.

## Palmarès
In carriera ha conseguito i seguenti risultati:
- Mondiali di scherma

Seul 1999: bronzo nel fioretto individuale.
- Europei di scherma

Plovdiv 1998: oro nel fioretto a squadre ed argento individuale.